# گررو
گررو (به اسپانیایی: Guerrero) یکی از سی و یک ایالت مکزیک است. این ایالت در جنوب غربی مکزیک واقع است و مرکز آن چیلپانسینگو است.